# Redgrave
Redgrave – wieś w Anglii, w hrabstwie Suffolk, w dystrykcie Mid Suffolk. Leży 36 km na północ od miasta Ipswich i 123 km na północny wschód od Londynu.